# 切瓦克 (阿拉斯加州)
切瓦克（英語：Chevak），是美国阿拉斯加州的一座城市。该市的人口在2000年为765人，2010年有938人。人口在阿拉斯加州排行第30。